# Vittorio Cuniberti

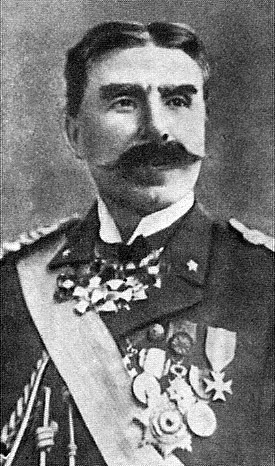
Vittorio Cuniberti

Vittorio Emilio Cuniberti (* 6. Juni 1854 in Turin; † 20. Dezember 1913 in Rom) war ein Offizier und Schiffbauingenieur der italienischen Regia Marina. Er gilt als geistiger Vater des Dreadnought-Schlachtschifftyps.

## Leben
Nach einem Ingenieurstudium in Turin an der Königlichen Schule für angewandte Ingenieurwissenschaften, dem Vorläufer des Polytechnikum, diente Cuniberti ab 1878 als Offizier im Ingenieurkorps der Königlichen Marine, in dem er es bis zum Chefkonstrukteur und Konteradmiral brachte. Er war unter anderem in leitender Funktion in der königlichen Werft in Castellammare di Stabia bei Neapel und in verschiedenen Planungskommissionen tätig.
Um die Jahrhundertwende plante er ein neues Schlachtschiff mit der internen Bezeichnung monocalibro (Einheitskaliber), dessen Hauptbewaffnung aus zwölf 305-mm-Geschützen bestehen sollte. Über dieses Projekt veröffentlichte er im Jahr 1900 in Deutschland den Artikel „Ein neuer Schlachtschifftypus“; weitere folgten in anderen Fachzeitschriften. In Italien fand sein Vorschlag beim konservativen Marine-Establishment zunächst kein Gehör, auch weil die finanziellen Ressourcen für solche Schiffe nicht ausreichten. Cunibertis neuer Schlachtschifftyp verdrängte mit seiner 300-mm-Panzerung über 17.000 Tonnen, konnte aber dank eines neuartigen Turbinenantriebs 24 Knoten erreichen. Revolutionär war jedoch die Idee, auf eine abgestufte, ausgewogene Bewaffnung zu verzichten und den Schwerpunkt einheitlich auf das größtmögliche Kaliber zu legen und von diesen Geschützen so viele wie möglich einzurüsten. Sechs solche Schiffe sollten genügen, um eine Flotte mit traditionellen Linienschiffen auszuschalten.
1903 veröffentlichte Cuniberti seine neuesten Ideen mit Genehmigung der italienischen Regierung in Jane’s Fighting Ships unter dem Titel An ideal Battleship for the British Navy. Auf drei Seiten stellte er sein Projekt so überzeugend dar, dass sich mehrere Marinen entschlossen, es in die Tat umzusetzen. Vorreiter war die britische Royal Navy, die ähnliche Planungen durchgeführt hatte. Die Royal Navy gab dem neuen Schiffstyp den Namen Dreadnought, der zum Inbegriff der Zeitenwende im Schlachtschiffbau wurde, aber auch ein wichtiger Grund für enthemmtes Wettrüsten und Kriegstreiberei. Nachdem die ersten Dreadnoughts (in Italien von 1909 bis 1913 mit der RN Dante Alighieri) und Super-Dreadnoughts gebaut worden waren, sahen sie sich unvermittelt der Bedrohung durch U-Boote und Torpedoboote mit ihren neuen, wirksamen Torpedos ausgesetzt.